# Lia Eliawa
Lia Eliawa (gruz.: ლია ელიავა; ur. 28 maja 1934 w Tbilisi, zm. 8 października 1998 tamże) – gruzińska aktorka teatralna i filmowa. Wystąpiła w radzieckim filmie s-f z 1980 r. pt. Pętla Oriona w reż. Wasilija Lewina. Artysta Ludowy Gruzińskiej SRR.

## Biografia
Lia Eliawa urodziła się w Tbilisi. Była córką Szalwy Eliawy gruzińskiego rewolucjonisty, radzieckiego działacza partyjnego. W 1937 r. ojciec został został aresztowany i rozstrzelany. Matka, Ekaterine Kereselidzes, została skazana na zesłanie do obozu w Mołdawii, skąd powróciła w 1947 r., gdy Lia miała 13 lat. Wychowywali ją dziadkowie ze strony matki Mariam Lortkipanidze i Giorgi Kereselidze. Po ukończeniu szkoły średniej w 1950 r., kontynuowała naukę w Państwowym Instytucie Sztuki Teatralnej im. Anatolija Łunaczarskiego w Moskwie. Podczas studiów wyszła za mąż za gruzińskiego dziennikarza. Małżeństwo trwało rok. Po ukończeniu studiów w 1956 r. została zatrudniona w wytwórni  filmowej Gruzija-film. Jej pierwszą rolą była Nino w filmie z 1956 r. Czrdili gzaze. W 1980 r. zagrała w radzieckim filmie s-f Pętla Oriona w reż. Wasilija Lewina. W latach 1986-1991 byłą sekretarzem zarządu Gruzińskiego Związku Operatorów Filmowych.  W 1960 r. otrzymała godność Honorowej Artystki Gruzji, a w 1976 r. Artystki Ludowej Gruzji. W wielu filmach partnerował jej drugi mąż, popularny gruziński aktor Otar Koberidze. Pobrali się w 1958 r. podczas kręcenia filmu Mamluki. Para miała córkę Nanę.

## Filmografia
- 1956: Czrdili gzaze, reż. Dawit Rondeli
- 1956: Baszi-Aczuki, reż. Leonard Esakia
- 1957: Kalis twirti, reż. Nikoloz Saniszwili
- 1958: Mamluki, reż. Dawit Rondeli
- 1959: Ganaczeni, reż. Lewan Chotiwari
- 1960: Szeckwetili simghera, reż. Nikoloz Saniszwili
- 1961: Cziakokona, reż. Iuri Kawtaradze
- 1964: Zghwis szwilebi, reż. Konstantine Pipinaszwili
- 1965: Me wchedaw mze, reż. Lana Ghoghoberidze
- 1967: Kalaki adre ighwidzebs, reż. Siko Dolidze
- 1967: Male gazapchuli mowa, reż. Otar Abesadze
- 1968: Mzianeti, reż. Liana Eliawa
- 1972: Me da czemi mezoblebi, reż. Ewaz Czarchalaszwili
- 1973: Lazare, reż. Kartlos Chotiwari, Ramaz (Buba) Chotiwari
- 1974: Ghamis wiziti, reż. Nikoloz Saniszwili
- 1975: Gakcewa gatenebisas, reż. Siko Dolidze
- 1975: Ar daidżero, rom aghar war, reż. Karaman (Guguli) Mgeladze
- 1978: Sinema, reż. Grigol (Giga) Lortkipanidze, Guram (Gizo) Gabeskiria
- 1980: Pętla Oriona, reż. Wasilij Lewin
- 1981: Mochuci memankane, reż. Tengiz Goszadze
- 1981: Icocchle genacwale, reż. Tamaz Gomelauri, Wachtang (Buba) Kikabidze
- 1982: Sibrdznis karawi, reż. Otar Koberidze
- 1982: Cisperi mtebi anu daudżerebeli ambawi, reż. Eldar Szengelaia
- 1983: Cigni picisa, reż. Grigol (Giga) Lortkipanidze, Amiran Darsawelidze
- 1984: Cziora, reż. Neli Nenowa, Geno Culaia
- 1985: Win aris meotche?, reż. Otar Koberidze
- 1985: Odżachi, reż. Giuli Czochonelidze
- 1985: Bagrationi, reż. Giuli Czochonelidze
- 1986: Oromtriali, reż. Lana Ghoghoberidze
- 1990: Spirali, reż. Giuli Czochonelidze
- 1992: Mcholod sikwdili modis aucileblad, reż. Marina Curcumija
- 2001: Antimoz iwerieli, reż. Giuli Czochonelidze